# Audrick Linord
Audrick Linord est un footballeur français international martiniquais, né le 17 avril 1987 à Trinité en Martinique. Il évolue au poste de défenseur. Il compte 15 sélections avec la sélection de la Martinique.

## Biographie
Audrick Linord est un ancien footballeur professionnel. Il est formé en Martinique à L'US Robert, club dans lequel, il fait toutes ces classes, de l'école de foot, à la DH qu'il intègre à l'âge de 16 ans. Parallèlement, il intègre le pôle espoir football de Martinique en 2002, pour une durée de trois ans. Il y obtient son baccalauréat Sciences Économiques et Sociales, avant de s'envoler pour l'hexagone en 2005.

2005 : Il est repéré durant l'été par Yvont Jublot ancien entraineur du Tours FC dans les années 70, et est admis au centre de formation du club pendant deux ans. Sa première année, il joue toute la saison en 18 ans nationaux, dont une 32e de finale contre le Stade Rennais, perdu 0-3 à domicile.
La deuxième année, il joue avec l'équipe réserve et s'entraine avec l'équipe professionnel, dirigée par Albert Falette.

2007 : Non conservé pour faire partie du groupe professionnel, il rejoint l'US Changé en CFA2, entrainé par l'ancien préparateur physique du Tours FC, David Baltase. Il y reste deux saisons.

2009 : Il est de nouveau recontacter par Yvon Jublot pour intégrer le groupe professionnel du Tours FC sous les ordres de Daniel Sanchez, et signe son premier contrat, d'une durée d'un an. Il n'effectuera aucune apparition avec le groupe professionnel et jouera toute la saison avec l'équipe réserve en CFA2.

2010 : La saison suivante, il est prêté en CFA dans le club voisin du SO Romorantin dans le cadre d'un partenariat entre les deux clubs. Il passera 4 saisons au sein du club en qualité de joueur fédéral semi-professionnel. Lors de la Coupe de France 2013-2014, après avoir éliminé Dunkerque (National, 0-1) à l'extérieur pour le 8e tour, les Solognots rencontrent le Toulouse FC (L1) au stade Jules-Ladoumègue en 32e de finale. Il marque le but égalisateur à la 86e minute, mais le SOR est éliminé par le TFC (1-2), sur un but de Martin Braithwaite à la 93e minute.
Il participe à la Gold Cup en 2013. À la suite d'un exploit de la Martinique face au Canada, victoire 1-0, la sélection est finalement éliminée en phase de groupe, après deux défaites successives face au Panama 1-0 et au Mexique 3-1.

2014 : Il rejoint le club du FC Villefranche Beaujolais. Après une première saison aboutie, il prolonge son contrat fédéral de 2 saisons supplémentaires, mais n'en effectuera qu'une, avant de rentrer en Martinique en 2017.

2017 :  De retour en Martinique, il s'engage au Club Colonial de Fort-de-France durant la saison 2017-2018 de Régional 1. Il remporte la finale de Coupe de France régional contre le Club Franciscain 1-0, et est l'unique buteur de la partie. Au tour suivant, le Club Colonial est éliminé à la dernière minute par l'Asm Belfort, score final 2-3, au 7e tour de coupe de France. L'année suivante, il revient dans son club formateur l'US Robert pour la saison 2018-2019.
À l'issue de celle-ci, il est retenu pour participer à la Gold Cup 2019 avec la sélection de Martinique.